# Çakıroğlu İsmail Ağa

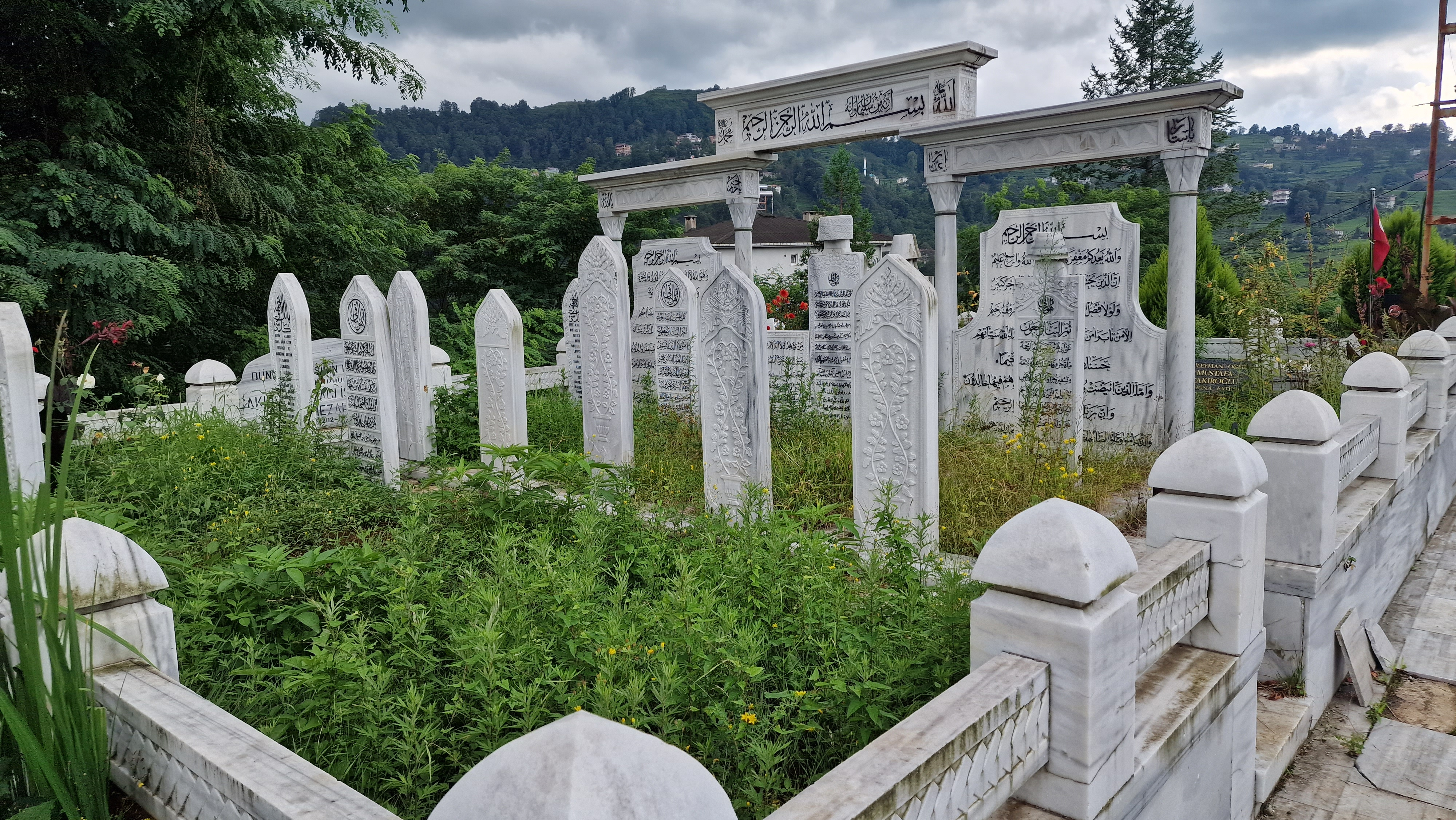
Das Familiengrab von Çakıroğlu İsmail Ağa in Of, Trabzon

Çakıroğlu Hacı İsmail Ağa (* 1787 in Of, Trabzon; † 1839) auch als Çakırzade Hacı İsmail Ağa bezeichnet, war ein osmanischer Ağa und Derebey im Bezirk Of. Er war als wohlhabende und staatstreue Person bekannt und sammelte im Namen des Staates Soldaten und Steuern.

## Herkunft
Er stammte aus der Çakıroğlu-Familie, die auf den Çakırlı-Zweig der Akkoyunlu zurückgeht. Nach dem Niedergang der Akkoyunlu-Herrschaft im Otlukbeli-Krieg (1471) zogen Familienmitglieder in osmanisch kontrollierte Gebiete im östlichen Schwarzen Meer, darunter Trabzon und Of.
Die Çakıroğlu-Familie kontrollierte das Maki-Tal zwischen Eskipazar und Hayrat.
Der Urenkel von Çakıroğlu İsmail Ağa, İsmail Ağa, der Sohn von Genç Ağa, und seine 150 Mann leisteten 1916 während des Ersten Weltkriegs in der Nähe des Dorfes Sıraağaç in Of bedeutenden Widerstand gegen die russische Armee.

## Leben

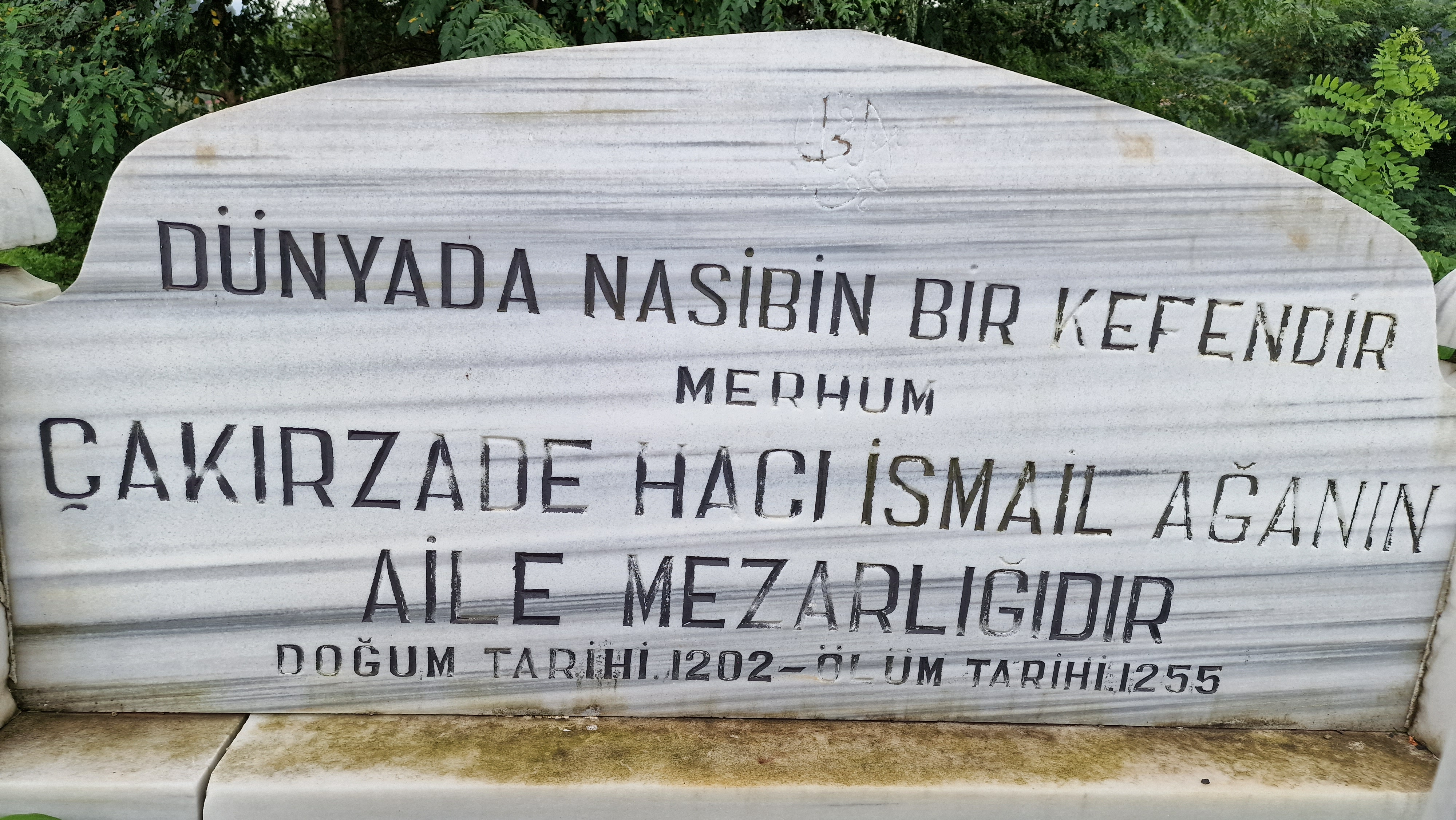
Der Grabstein von Çakıroğlu İsmail Ağa in Of und die darauf vermerkten Daten

Çakıroğlu İsmail Ağa war mit einer Frau aus der einflussreichen Ekşioğlu-Familie aus Rize verheiratet. Das Paar hatte sechs Kinder.
Im Jahr 1805 ließ İsmail Ağa das Herrenhaus Çakıroğlu İsmail Ağa Konağı im Dorf Sıraağaç bauen. 
İsmail Ağa gewährte 1817 Tuzcuoğlu Memiş Ağa aus Rize während des ersten Lazen-Aufstands Schutz. Als ein Erlass aus Istanbul eintraf, sagte Çakıroğlu İsmail Ağa zu Memiş Ağa:

“Sen fermanlı oldun, bu şekilde seni koruyamam, Ancomah’a götürüp seni orada gizleyeyim”

„Du stehst nun unter einem Dekret, ich kann dich unter diesen Umständen nicht weiter schützen. Lass mich dich nach Ancomah bringen und dort verstecken“

Aufgrund einer Fehleinschätzung von Memiş Ağa antwortete dieser:

“Ben deniz kenarlarında yaşamaya alışmışım dağlarda yaşayamam”

„Ich bin es gewohnt, an den Küsten zu leben, in den Bergen kann ich nicht leben“

Daraufhin verließ er den Schutz von İsmail Ağa und wurde später in der Nähe des Dorfes Çufaruksa (heute Uğurlu) in Of gefangen genommen.